# Courrier International
Courrier International és un setmanari francès d'informació fundat el 1990. Publica en llengua francesa extractes d'articles de més de 900 mitjans de comunicació del món. El seu punt fort són els articles d'anàlisi periodística dels fets que sacsegen el món, així com la investigació periodística. Tanmateix, edita una presentació en algunes línia de tots els periòdic citats. La revista publica regularment números especials temàtics, dins dels quals s'inclou un d'anuari que s'elabora en col·laboració amb la revista britànica The Economist.
Fou inaugurat l'any 1990, l'editor, des de 2021, és François-Xavier Devaux i la companyia pertany al grup Le Monde. Té una circulació de 212.273 (dades del 2007) i compta també amb una edició per al Portugal i al Japó, en francès. Courrier Japon va ser llançat el 17 de novembre del 2005 i el publica l'editorial japonesa Kōdansha. El 2009 es va inaugurar una versió belga, també francòfona. La revista ja ha estat premiada per dos cops. L'any 2003 amb el Grand Prix des médias CB NEWS i el 2011 amb el Prix du Club de directors artístics, en la categoria premsa magazine.